# Atomega
 (août 2018).
Si vous disposez d'ouvrages ou d'articles de référence ou si vous connaissez des sites web de qualité traitant du thème abordé ici, merci de compléter l'article en donnant les références utiles à sa vérifiabilité et en les liant à la section « Notes et références ».
Atomega  est un jeu vidéo de tir à la première personne développé par Ubisoft Reflections et édité par Ubisoft, sorti en 2017 sur Windows.
Ce jeu, disponible uniquement en version numérique, est un FPS multijoueur en ligne où le joueur doit collecter des cubes pour faire grandir son avatar pour gagner la partie.

## Système de jeu
Dans des arènes de 8 joueurs, des exoformes s'affrontent dans le but de se transformer et de grandir jusqu'à la forme divine appelée OMEGA. Il existe donc 7 paliers d'évolution, chacun de ses paliers possèdent des avantages et des inconvénients liés à la taille de ces exoformes. Pour grandir, les joueurs doivent collecter des cubes de masse, lors de parties de 10 minutes, tout en affrontant des adversaires qu'il faut tuer afin de récupérer quelques cubes[réf. nécessaire]. 
Il existe une dizaine de power-ups répartis sur le terrain qui permettent d'améliorer la vitesse de son avatar ou alors son bouclier, par exemple[réf. nécessaire]. 
Depuis le 30 octobre 2017, deux nouvelles variantes d'arène ont été ajoutées au jeu, Ascent et Limbo, chacune avec ses propres particularités. Ascent est une sorte de Mont-Olympe au design complexe, construit sur la verticalité du terrain, tandis que Limbo est basé autour d'une fosse centrale, pour des combats encore plus intenses. Le gameplay présente également une nouveauté originale : le système de Nemesis. Lorsqu'un joueur s'en prend avec acharnement à un autre joueur, celui-ci devient sa Nemesis. Une fois marqué comme tel, il est possible pour le joueur adverse de suivre tous ses mouvements sur la carte, offrant de nouvelles stratégies à explorer. 

## Accueil
Atomega reçoit des avis mitigés de la part de la presse spécialisée, comme l'atteste Metacritic qui recense un score moyen de 65 % en se basant sur 14 critiques.
Il est principalement apprécié pour son système de jeu novateur avec un level design soigné. Ce jeu plaît également pour l'ingéniosité de son concept de jeu mais il est critiqué pour son manque de contenu puisqu'il ne possédait qu'un seul terrain de jeu à sa sortie en septembre 2017.